# Datu Unsay
Datu Unsay is een gemeente in de Filipijnse provincie Maguindanao op het eiland Mindanao. Bij de laatste census in 2007 had de gemeente bijna 41 duizend inwoners.

## Geschiedenis
In 2009 werd de gemeente wat kleiner toen de gemeente Datu Hoffer Ampatuan ontstond uit een afsplitsing van Datu Unsay en Shariff Aguak. De vorming van deze nieuwe gemeente werd op 30 juli 2009 bekrachtigd middels een volksraadpleging.

## Geografie

### Bestuurlijke indeling
Datu Unsay is onderverdeeld in de volgende 8 barangays:
| - Bulayan - Iganagampong - Macalag - Maitumaig | - Malangog - Meta - Panangeti - Tuntungan |